# Abbottstown
Abbottstown és una població dels Estats Units a l'estat de Pennsilvània. Segons el cens del 2000 tenia 905 habitants.

## Demografia
Segons el cens del 2000, Abbottstown tenia 905 habitants, 323 habitatges, i 254 famílies. La densitat de població era de 613 habitants per quilòmetre quadrat.
Dels 323 habitatges en un 43,7% hi vivien nens de menys de 18 anys, en un 64,4% hi vivien parelles casades, en un 10,2% dones solteres, i en un 21,1% no eren unitats familiars. En el 15,5% dels habitatges hi vivien persones soles el 6,8% de les quals corresponia a persones de 65 anys o més que vivien soles. El nombre mitjà de persones vivint en cada habitatge era de 2,8 i el nombre mitjà de persones que vivien en cada família era de 3,15.
Per edats la població es repartia de la següent manera: un 29,5% tenia menys de 18 anys, un 7,6% entre 18 i 24, un 36,4% entre 25 i 44, un 18,7% de 45 a 60 i un 7,8% 65 anys o més.
L'edat mediana era de 32 anys. Per cada 100 dones de 18 o més anys hi havia 91,6 homes.
La renda mediana per habitatge era de 49.063 $ i la renda mediana per família de 52.578 $. Els homes tenien una renda mediana de 31.736 $ mentre que les dones 24.083 $. La renda per capita de la població era de 17.246 $. Entorn de l'1,6% de les famílies i el 2,4% de la població estaven per davall del llindar de pobresa.

## Poblacions properes
El següent diagrama mostra les poblacions més properes.